# Mas Francisco
El Mas Francisco és una obra de Capçanes (Priorat) inclosa a l'Inventari del Patrimoni Arquitectònic de Catalunya.

## Descripció
Edifici de planta aproximadament rectangular, bastit de maçoneria, arrebossada i pintada a la façana, de planta baixa pis i golfes, i cobert per teulada a dues vessants. La façana presenta dues parts clarament diferenciades; així, el de la dreta presenta una estructuració notable, amb obertures simètricament disposades, en tant que l'altre té més l'aspecte d'un edifici auxiliar. A la façana principal s'hi obre la porta, de pedra amb la data de 1880, flanquejada per una finestra a cada costat, tres balcons al pis i sis finestres a les golfes. L'interior és ben decorat, amb profusió d'elements artesanals.

## Història
Can Francisco o Mas Francisco, tal com se'l coneix correntment, pertany a una branca de la família Barceló, de reconeguda tradició local, grans propietaris al poble. L'edifici fou aixecat a les darreries del segle passat, abans de la crisi de la fil·loxera. Fou reconstruït el 1914.